# هنري تشارلز كاري
هنري تشارلز كاري (بالإنجليزية: Henry Charles Carey)‏ هو اقتصادي أمريكي، ولد في 15 ديسمبر 1793 في فيلادلفيا في الولايات المتحدة، وتوفي في 13 أكتوبر 1879.
كان الخبير الاقتصادي الرائد في القرن 19 للمدرسة الأمريكية وكبير المستشارين الاقتصاديين للرئيس الأمريكي أبراهام لنكولن ووزير الخزانة سالمون بي تشيس خلال الحرب الأهلية الأمريكية.

## وصلات خارجية
- هنري تشارلز كاري على موقع الموسوعة البريطانية (الإنجليزية)
- هنري تشارلز كاري على موقع إن إن دي بي (الإنجليزية)